# Tetlin (rivière)
Pour les articles homonymes, voir Tetlin.
La rivière Tetlin est un cours d'eau d'Alaska, aux États-Unis située dans la région de recensement de Southeast Fairbanks. C'est un affluent  de la  rivière Tanana, laquelle se jette dans le  fleuve Yukon.

## Description
Longue de 75 milles (121 km), elle coule en direction du nord-est pour rejoindre la rivière Tanana à  22 milles (35 km) au sud-est de Tok dans la chaîne d'Alaska.
Son nom indien a été référencé en 1885 par le lieutenant Allen, mais elle avait été nommée Bear Creek par F.C. Schrader de l'United States Geological Survey en 1902 parce qu'il y avait observé de nombreux ours.

## Sources
- (en) « Tetlin (rivière) », Geographic Names Information System